# Hamburger Flugzeugbau
Hamburger Flugzeugbau (afgekort tot HFB) werd in 1933 als onderdeel van de herbewapening als dochteronderneming van Blohm & Voss opgericht. Het bedrijf was verantwoordelijk voor het bouwen van vliegtuigen.
In het begin maakte het bedrijf onderdelen voor de Junkers Ju 52. Vanaf 1934 begon men ook eigen vliegtuigen te bouwen. Het eerste toestel was een tweedekker lestoestel de Blohm und Voss Ha 135. De chef-constructeur Reinhold Mewes ging daarna naar de concurrent Fieseler.
In 1937 werd het bedrijf geïntegreerd in de moedermaatschappij als Blohm & Voss, Abteilung Flugzeugbau. Tentijde van de integratie werden vooral watervliegtuigen ontwikkeld zoals de Blohm & Voss BV 138 en de Blohm & Voss BV 222. In 1941 verhuisde het bedrijf naar Finkenwerder, een wijk van Hamburg, waar vanaf 1936 aan een gecombineerde luchthaven voor land - en watervliegtuigen gewerkt werd.
Na het einde van de Tweede Wereldoorlog stond de fabriek onder beheer van de Britten, waarbij het bedrijf werd ingezet om tanks te repareren. In 1954 volgde de fusie van HFB met Weserflug Flugzeugbau en Siebel Flugzeugwerke tot Flugzeugbau Nord GmbH. Het nieuwe bedrijf werd geleid door Walther Blohm.
Onder de naam Flugzeugbau Nord produceerde het bedrijf in licentie het toestel Nord Noratlas voor de Duitse Bundeswehr. In de jaren 1960 werd de HFB 320 Hansajet ontwikkeld en nam men deel aan de bouw van de Transall, de Dornier Do 31 en de Fokker F-28.
Na de overname van Bölkow GmbH door Messerschmitt AG in (1968 fuseerde HFB met het daaruit gegroeide bedrijf tot Messerschmitt-Bölkow-Blohm (MBB) onder leiding van Ludwig Bölkow.

## Vliegtuigen
- Blohm & Voss BV 40
- Blohm & Voss Ha 135, Tweedekker lesvliegtuig
- Blohm & Voss Ha 137, Duikbommenwerper
- Blohm & Voss BV 138, Watervliegtuig
- Blohm & Voss Ha 139, Internationaal postvliegtuig
- Blohm & Voss Ha 140, Torpedobommenwerper (Watervliegtuig)
- Blohm & Voss BV 141, Verkenningsvliegtuig
- Blohm & Voss BV 142, Langstreckenseeaufklärer
- Blohm & Voss BV 143
- Blohm & Voss BV 144, Transportvliegtuig
- Blohm & Voss BV 155, Höhenjagdflugzeug
- Blohm & Voss BV P 188, Straalaangedreven bommenwerper (voor grote hoogten)
- Blohm & Voss P 194, Bommenwerper
- Blohm & Voss P 212, Straalaangedreven jachtvliegtuig
- Blohm & Voss BV 222 Wiking, Watervliegtuigvoor transport en verkenning
- Blohm & Voss BV 238, Watervliegtuig
- Blohm & Voss BV 246 Hagelkorn
- Blohm & Voss BV P205, Jachtvliegtuig op groote hoogte

De P staat voor Projekt, wat een prototype aanduidt.